# Christoph Andreas Mangold
Christoph Andreas Mangold (* 1719 in Erfurt; † 2. Juli 1767 ebenda) war ein deutscher Gelehrter, Mediziner und Chemiker, der Professor für Anatomie an der Universität Erfurt war.
Sein Vater Balthasar Christian Mangold (1674–1738) war Diakon der Barfüßer-Kirche in Erfurt. Mangold studierte 1734 bis 1737 Philosophie und Medizin in Erfurt. Danach studierte er zusätzlich Chemie in Jena bei Georg Erhard Hamberger, Hermann Friedrich Teichmeyer und Georg August Fuchs. Außerdem arbeitete er in Jena mit dem Alchemisten Rudolf Johann Friedrich Schmid (1702–1761), bevor er Anfang der 1740er Jahre sein Medizinstudium in Erfurt fortsetzte. 
Er wurde 1745 in Erfurt zum Dr. phil promoviert mit einer Arbeit über die Entstehung von Fossilien und 1751 in der Medizin. Danach wurde er Professor für Anatomie, Chemie und Philosophie in Erfurt.
Er studierte Schießpulver und Zinnober und trat in der Medizin für rationale Diagnose basierend auf Symptomen, Labortests und Vergleichsfällen ein.
Er war  Mitglied der Akademie gemeinnütziger Wissenschaften zu Erfurt.

## Schriften
- De generatione fossilium figuratorum, Erfurt 1745 (Dissertation)
- Regulas condendi systematis, perfecti, facilis et certi medicinae practicae, Erfurt 1751 (Dissertation)
- Chymische Erfahrungen und Vortheile in Bereitung einiger sehr bewährter Arzneymittel : nebst verschiedenen physicalischen Anmerkungen über dieselben, Erfurt 1748
- Fortgesetzte chymische Erfahrungen und Vortheile : bestehend vornemlich in einer gründlichen und abgenöthigten Widerlegung der bisher siegenden, nunmehr aber in letzten Zügen liegenden Chymie des Herrn Prof. Ludolffs, und in einigen in der Arzneykunst nützlichen Versuchen, Frankfurt 1749
- Opuscula medico-physica, Altenburg 1769